# Andrzej Kupczyk
Andrzej Kupczyk (ur. 26 października 1948 w Świdnicy) – polski lekkoatleta, średniodystansowiec. Obecnie mieszka w Kowarach.

## Osiągnięcia
Największe sukcesy odnosił w biegu na 800 metrów. Wystąpił w nim na Igrzyskach Olimpijskich w Monachium (1972), gdzie w finale zajął 7. miejsce. Dwa razy startował, także na 800 m, w mistrzostwach Europy. W Atenach 1969 był szósty, a w Helsinkach 1971 odpadł w półfinale.
Cztery razy brał udział w halowych mistrzostwach Europy. W Sofii 1971 zdobył brązowy medal na 800 m, w Wiedniu 1970 był piąty na tym dystansie, a w Rotterdamie 1973 odpadł w przedbiegach. Wywalczył też brązowy medal w Grenoble 1972 w sztafecie 4 × 4 okrążenia.
Czterokrotnie ustanawiał rekordy Polski na 800 m i 1000 m. Trzykrotnie był mistrzem Polski:
- Bieg na 800 m – 1971 i 1973
- Bieg na 1500 m – 1970

Startował w barwach Polonii Świdnica i Górnika Wałbrzych. Jego syn Dawid był czołowym polskim bobsleistą, olimpijczykiem.

## Rekordy życiowe
Na stadionie
- bieg na 800 metrów – 1:46,3 s. (4 lipca 1972, Oslo) – 17. wynik w historii polskiej lekkoatletyki[1]
- bieg na 1000 metrów – 2:18,7 s. (22 lipca 1973, Wałcz) – 6. wynik w historii polskiej lekkoatletyki
- bieg na 1500 metrów – 3:41,2 s. (29 lipca 1973, Warszawa)

W hali
- bieg na 800 m – 1:49,60 s. (11 marca 1973, Rotterdam)